# La Brionne
La Brionne è un comune francese di 426 abitanti situato nel dipartimento della Creuse, nella regione della Nuova Aquitania.

## Società

### Evoluzione demografica
Abitanti censiti